# Microaerofília
La microaerofília fa referència a les condicions de baixa i estricta concentració d'oxigen que requereixen determinats organismes per al seu desenvolupament. Entre ells cal destacar la importància de Campylobacter.

## Condicions de microaerofília
És un entorn (atmosfera) amb poc oxigen, al voltant d'un 5% (en l'atmosfera terrestre la concentració d'oxigen és aproximadament un 20%) i una gran concentració de diòxid de carboni entre el 5 i 10%.
Aquestes condicions s'utilitza per al cultiu de bacteris que requereixen baixes concentracions d'oxigen per al seu desenvolupament. Aquestes condicions (de baixes tensions d'oxigen) existeixen en forma natural en per exemple els nostres intestins.

## Organismes microaeròfils
- Helicobacter pylori
- Campylobacter sp
- Campylobacter jejuni
- Borrelia burgdorferi